# Округ Вејн (Охајо)
Округ Вејн (енгл. Wayne County) је округ у америчкој савезној држави Охајо.

## Демографија
По попису из 2010. године број становника је 114.520, што је 2.956 (2,6%) становника више него 2000. године.
| Група             | 2000.           | 2010.           |
| Белци             | 107.151 (96,0%) | 108.450 (94,7%) |
| Афроамериканци    | 1.749 (1,6%)    | 1.712 (1,5%)    |
| Азијати           | 740 (0,7%)      | 874 (0,8%)      |
| Хиспаноамериканци | 837 (0,8%)      | 1.800 (1,6%)    |
| Укупно            | 111.564         | 114.520         |